# Guiné nos Jogos Olímpicos de Verão de 2008
Guiné competiu nos Jogos Olímpicos de Verão de 2008, em Pequim, na China. O país estreou nos jogos em 1968 e esta foi sua 9ª participação.

## Desempenho

### Atletismo
Masculino
| Atleta              | Evento     | Preliminares | Preliminares | Quartas     | Quartas     | Semifinal   | Semifinal   | Final       | Final       |
| Atleta              | Evento     | Marca        | Posição      | Marca       | Posição     | Marca       | Posição     | Marca       | Posição     |
| ------------------- | ---------- | ------------ | ------------ | ----------- | ----------- | ----------- | ----------- | ----------- | ----------- |
| Nabie Foday Fofanah | 200 metros | 21s68        | 56º          | Não avançou | Não avançou | Não avançou | Não avançou | Não avançou | Não avançou |

Feminino
| Atleta          | Evento              | Preliminares  | Preliminares  | Semifinal   | Semifinal   | Final       | Final       |
| Atleta          | Evento              | Marca         | Posição       | Marca       | Posição     | Marca       | Posição     |
| --------------- | ------------------- | ------------- | ------------- | ----------- | ----------- | ----------- | ----------- |
| Fatmata Fofanah | 100 m com barreiras | Não completou | Não completou | Não avançou | Não avançou | Não avançou | Não avançou |

### Natação
Masculino
| Atleta(s)     | Evento     | Eliminatórias | Eliminatórias | Semifinal   | Semifinal   | Final       | Final       |
| Atleta(s)     | Evento     | Tempo         | Posição       | Tempo       | Posição     | Tempo       | Posição     |
| ------------- | ---------- | ------------- | ------------- | ----------- | ----------- | ----------- | ----------- |
| Mamadou Cisse | 50 m livre | 29s29         | 89º           | Não avançou | Não avançou | Não avançou | Não avançou |

Feminino
| Atleta(s)   | Evento     | Eliminatórias | Eliminatórias | Semifinal   | Semifinal   | Final       | Final       |
| Atleta(s)   | Evento     | Tempo         | Posição       | Tempo       | Posição     | Tempo       | Posição     |
| ----------- | ---------- | ------------- | ------------- | ----------- | ----------- | ----------- | ----------- |
| Djene Barry | 50 m livre | 39s80         | 89º           | Não avançou | Não avançou | Não avançou | Não avançou |

### Taekwondo
Feminino
| Atleta                | Evento | Preliminares           | Quartas                | Semifinais             | Repescagem             | Medalha de Bronze      | Final                  | Posição     |
| Atleta                | Evento | Adversário e resultado | Adversário e resultado | Adversário e resultado | Adversário e resultado | Adversário e resultado | Adversário e resultado | Posição     |
| --------------------- | ------ | ---------------------- | ---------------------- | ---------------------- | ---------------------- | ---------------------- | ---------------------- | ----------- |
| Mariama Dalanda Barry | −67kg  | GER H. Fromm D 1-6     | Não avançou            | Não avançou            | Não avançou            | Não avançou            | Não avançou            | Não avançou |